# Júlio Pinto Leite
Júlio Pinto Leite ComC (29 de Julho de 1836 – 27 de Dezembro de 1926), 2.º Visconde dos Olivais jure uxoris e 1.º Conde dos Olivais, foi um empresário comercial português.

## Família
Filho de José Pinto Leite (Oliveira de Azeméis, Vila de Cucujães, Gandarinha – ?), Negociante de grosso trato na Praça da Baía, Fidalgo Cavaleiro da Casa Real, Comendador da Ordem de Nossa Senhora da Conceição de Vila Viçosa e Fidalgo de Cota de Armas concedidas por Carta de D. Pedro V de Portugal de 22 de Junho de 1855: escudo partido, a 1.ª Pinto e a 2.ª Leite; timbre: Pinto, irmão do 1.º Conde de Penha Longa e 1.º Visconde da Gandarinha, e de sua mulher Carlota Bárbara Leite (Baía – ?) e tio paterno do Deputado Licínio Pinto Leite.

## Biografia
Foi Fidalgo Cavaleiro da Casa Real e Comendador da Ordem de Cristo.
O título de 2.ª Viscondessa dos Olivais foi renovado na sua mulher, em verificação de segunda vida, e tornado extensivo a seu marido por Decreto de D. Luís I de Portugal de 25 de Setembro de 1879 e foi elevado à Grandeza, como 1.º Conde dos Olivais, por Decreto de D. Luís I de Portugal de 16 de Setembro de 1886.

## Casamento e descendência
Casou com Clotilde da Veiga de Araújo (? – 9 de Maio de 1916), 2.ª Viscondessa dos Olivais, em quem se verificou a segunda vida concedida no título, filha de João Francisco de Araújo e de sua mulher Clotilde da Veiga, sobrinha paterna do 1.º Visconde dos Olivais, do qual seu pai era o irmão imediato na ordem do nascimento, e sobrinha materna da mulher do 1.º Visconde dos Olivais, com geração, incluindo o primogénito José Pinto Leite, 2.º Conde dos Olivais e 2.º Conde de Penha Longa, e o secundogénito João Pinto Leite (5 de Abril de 1873 – 24 de Fevereiro de 1941), 3.º Visconde dos Olivais por Decreto de reinado e data desconhecidos, em vida de sua mãe e seu pai, casado a 16 de Julho de 1895 com Maria da Piedade Correia de Sá (11 de Novembro de 1872 – ?), filha do primeiro casamento do 8.º Visconde com Grandeza de Asseca, com geração.